# Kościół Ekumeniczny w Szwecji
Kościół Ekumeniczny w Szwecji (nazwa szwedzka: Equmeniakyrkan) – protestancki związek wyznaniowy istniejący w Królestwie Szwecji i należący do nurtu Kościołów unijnych. Został utworzony w 2011 r. z połączenia trzech szwedzkich Kościołów chrześcijańskich: baptystycznego, metodystycznego i prezbiteriańskiego. W języku angielskim znany jest pod nazwą Uniting Church of Sweden (Jednoczący Kościół Szwecji). Posiada uregulowaną sytuację prawną jako zarejestrowany związek wyznaniowy.

## Geneza
Już w 1918 r. Kościół Metodystyczny Szwecji (Metodistkyrkan i Sverige), Unia Baptystyczna Szwecji (Svenska Baptistsamfundet) i Szwedzki Misyjny Kościół Przymierza (Svenska Missionskyrkan) planowały utworzenie jednej wspólnej denominacji. Po wielu późniejszych nieudanych próbach, w 2006 r. podjęto nową inicjatywę, która zaowocowała decyzją o formalnym zjednoczeniu trzech wymienionych wspólnot chrześcijańskich w jeden Kościół. Podjęto ją na wspólnym synodzie 4 czerwca 2011 r. w Sztokholmie. Początkowo nazwa nowego Kościoła brzmiała Gemensam framtid (Kościół Wspólnej Przyszłości), lecz 11 maja 2013 r. na konferencji w Karlstad zmieniono ją na obecną: Equmeniakyrkan.

## Założenia teologiczne
Podstawy doktrynalne Kościoła określone są w deklaracji teologicznej pt. Teologisk Grund för Equmeniakyrkan (Podstawa teologiczna Kościoła Ekumenicznego). Składa się z 40 paragrafów. Głosi ona wiarę w Trójjedynego Boga, w jeden Kościół chrześcijański, przejawiający się w denominacjach i zborach chrześcijańskich, w protestancką naukę o zbawieniu, o pozycji Pisma Świętego, o dwóch sakramentach oraz o urzędach kościelnych: pastorskim i diakonackim. W Kościele dopuszczane są różne sposoby praktykowania Chrztu zgodnie z wolą lokalnego zboru oraz różne sposoby rozumienia obecności Chrystusa w Komunii Świętej. Praktykuje się pełną gościnność eucharystyczną – chrześcijanin każdego wyznania ma prawo przystąpić do eucharystii sprawowanej w Kościele Ekumenicznym. Ordynacja na urząd pastora i urząd diakona dostępna jest mężczyznom i kobietom.

## Wierni i struktura
Zasadniczo warunkiem członkostwa w Kościele jest przyjęcie Chrztu, choć zbór Kościoła może przyznać członkostwo także osobie przygotowującej się do tego sakramentu (Teologisk Grund för Equmeniakyrkan § 16). Zbory Kościoła posiadają szeroko zakrojoną autonomię i są zarządzane demokratycznie przez ogół członków kierowanych przez pastorów. W 2013 roku Kościół posiadał 791 zborów. Skupiają one ponad 80 tys. członków - taka rzesza członkowska powstała w oparciu o 63 tys. wiernych Szwedzkiego Misyjnego Kościoła Przymierza, ok. 17 tys. członków Unii Baptystycznej Szwecji i 4 tys. członków Kościoła Metodystycznego Szwecji.
Ustrój Kościoła można określić jako synodalno-kongregacjonalny, gdyż obok szerokich kompetencji zarezerwowanych dla zborów (parafii), kluczowe decyzje podejmowane są przez ogólnokrajowy organ synodalny, którym jest Konferencja Kościoła. Organem wykonawczym jest Konsystorz Kościoła. Na czele Kościoła stoi Lider Kościoła i Pomocniczy Liderzy Kościoła wybierani przez Konferencję Kościoła. Obecnie Liderem Kościoła jest pastor Lasse Svensson. Konferencja Kościoła powołuje także Liderów Regionalnych.

## Członkostwo w organizacjach międzynarodowych
Kościół Ekumeniczny wystąpił o członkostwo w międzynarodowych organizacjach, do których należały Kościoły z połączenia których on powstał. Jest zatem członkiem:
- Światowej Wspólnoty Kościołów Reformowanych i Międzynarodowej Federacji Wolnych Kościołów Ewangelickich, do których należał Szwedzki Misyjny Kościół Przymierza;
- Europejskiej Federacji Baptystycznej i Światowego Związku Baptystycznego, do których należała Unia Baptystyczna Szwecji;
- Konferencji Europy Północnej i Eurazji Zjednoczonego Kościoła Metodystycznego i Światowej Rady Metodystycznej, do której należał Kościół Metodystyczny Szwecji;
- Światowej Rady Kościołów, której członkiem założycielem był Szwedzki Misyjny Kościół Przymierza.